# Aknászpókfélék
Az aknászpókfélék (Nemesiidae) a pókszabásúak (Arachnida) osztályának pókok (Araneae) rendjébe, ezen belül a négytüdős pókok (Mygalomorphae) alrendjébe tartozó család.

## Előfordulásuk
A különböző fajok széles körben elterjedtek a föld trópusi, szubtrópusi és meleg-mérsékelt övi területein. Vannak olyan aknászpókfajok, amelyeknek szűk az elterjedési területük, ezért számuk meglehetősen alacsony. Jelenleg azonban egyetlen faj sem fenyegetett.

## Megjelenésük
Az aknászpókfélék általában 25 milliméteresek. A tor a lábakkal együtt barna színű, a potroh világosabb. Egy pár lefelé álló csáprágója méregmirigyekkel ellátott, vele döfi át a zsákmányt. A csáprágót ásásra is használja. Fején négy pár egyszerű szem található.

## Életmódjuk
Az aknászpókfélék napközben a földbe vájt aknában tartózkodnak, éjjel innen lesnek áldozataikra. Az akna alakja sokféle lehet, a legegyszerűbb forma a hosszú, legfeljebb 30 centiméteres alagút. Az aknákat a pókok arra használják, hogy vadászat közben elrejtőzzenek, ellenségeik ellen védekezzenek és fészket készítsenek bennük utódaik felnevelésére. Vadászat közben a pók az akna szájánál, félig a „csapóajtó” alá bújva les zsákmányára. Ha egy rovar halad el az akna előtt, a pók kinyitja az ajtót, zsákmányát villámgyorsan elkapja, megmérgezi és behúzza a csőbe. Táplálékuk talajon élő rovarok és más gerinctelenek. Egyes darázsfajok az aknászpókokba rakják a petéiket. Az aknászpókfélék többnyire 1-2 évig élnek.

## Szaporodásuk
A párzási időszak a mérsékelt övben nyáron, a trópusokon akár egész évben tart. A peték száma fajonként változó. A nőstény csőszerű aknában petézik.

## Rendszerezés
A családba az alábbi nemek tartoznak:
- Acanthogonatus
- Aname
- Atmetochilus
- Brachythele
- Calisoga
- Chaco
- Chenistonia
- Chilelopsis
- Damarchus
- Diplothelopsis
- Entypesa
- Flamencopsis
- Hermacha
- Hermachura
- Ixamatus
- Kwonkan
- Lepthercus
- Longistylus
- Lycinus
- Merredinia
- Mexentypesa
- Namea
- Nemesia
  - Magyar aknászpók (Nemesia pannonica)
- Neostothis
- Pionothele
- Prorachias
- Pselligmus
- Pseudoteyl
- Pycnothele
- Rachias
- Raveniola
- Sinopesa
- Spiroctenus
- Stanwellia
- Stenoterommata
- Teyl
- Teyloides
- Xamiatus
- Yilgarnia
- ?Atypus piceus
- ?Atrax robustus